# 西南绒鼠
西南绒鼠（学名：Eothenomys custos）为仓鼠科绒鼠属的动物，是中国的特有物种。分布于云南、四川等地，多生活于高山森林。该物种的模式产地在云南丽江。

## 亚种
- 西南绒鼠指名亚种（学名：Eothenomys custos custos），Thomas于1912年命名。在中国大陆，分布于四川（德昌）、云南（西北部）等地。该物种的模式产地在云南丽江。[3]
- 西南绒鼠康定亚种（学名：Eothenomys custos hintoni），Osgood于1932年命名。在中国大陆，分布于四川（康定）等地。该物种的模式产地在四川康定。[4]
- 西南绒鼠丽江亚种（学名：Eothenomys custos rubellus），G. Allen于1924年命名。在中国大陆，分布于云南（丽江）等地。该物种的模式产地在云南丽江。[5]